# Caradrina meralis
Caradrina meralis är en fjärilsart som beskrevs av Morrison 1875. Caradrina meralis ingår i släktet Caradrina och familjen nattflyn. Inga underarter finns listade i Catalogue of Life.